# Kenan Karaman
Kenan Karaman (Stoccarda, 5 marzo 1994) è un calciatore tedesco naturalizzato turco, attaccante dello Schalke 04.

## Caratteristiche tecniche
Di ruolo centravanti, può giocare anche come ala.

## Carriera

### Club
Dopo avere giocato nella primavera e nell'Under-23 dell'Hoffenheim, ha esordito con la prima squadra in Bundesliga nella stagione 2013-2014 con il 2 marzo nel successo per 6-2 contro il Wolfsburg.
Il 29 aprile 2014, a seguito del mancato rinnovo con l'Hoffenheim, viene annunciato il suo trasferimento all'Hannover 96 a partire dal 1º luglio.
Il 18 maggio 2018 firma un contratto triennale con il neopromosso Fortuna Düsseldorf. Il 24 maggio 2021 viene annunciato il suo addio da parte del club.
Il 15 luglio 2021 firma per il Beşiktaş.

### Nazionale
Dopo avere rappresentato le selezioni giovanili turche, il 9 novembre 2017 esordisce in nazionale maggiore nella sconfitta per 2-0 in amichevole contro la Romania. Il 30 maggio 2019, in occasione dell'amichevole vinta per 2-1 contro la Grecia, realizza la sua prima rete con la maglia della Turchia.
Nel 2021 viene convocato per gli europei.

## Statistiche

### Presenze e reti nei club
Statistiche aggiornate al 20 maggio 2022.
| Stagione                  | Club                      | Campionato                | Campionato | Campionato | Coppe nazionali | Coppe nazionali | Coppe nazionali | Coppe continentali | Coppe continentali | Coppe continentali | Supercoppe | Supercoppe | Supercoppe | Totale | Totale |
| Stagione                  | Club                      | Comp                      | Pres       | Reti       | Comp            | Pres            | Reti            | Comp               | Pres               | Reti               | Comp       | Pres       | Reti       | Pres   | Reti   |
| ------------------------- | ------------------------- | ------------------------- | ---------- | ---------- | --------------- | --------------- | --------------- | ------------------ | ------------------ | ------------------ | ---------- | ---------- | ---------- | ------ | ------ |
| 2013-2014                 | Hoffenheim                | BL                        | 5          | 0          | CG              | 0               | 0               | -                  | -                  | -                  | -          | -          | -          | 5      | 0      |
| 2014-2015                 | Hannover 96               | BL                        | 11         | 0          | CG              | 0               | 0               | -                  | -                  | -                  | -          | -          | -          | 11     | 0      |
| 2015-2016                 | Hannover 96               | BL                        | 23         | 3          | CG              | 1               | 1               | -                  | -                  | -                  | -          | -          | -          | 24     | 4      |
| 2016-2017                 | Hannover 96               | 2BL                       | 31         | 6          | CG              | 3               | 0               | -                  | -                  | -                  | -          | -          | -          | 34     | 6      |
| 2017-2018                 | Hannover 96               | BL                        | 22         | 1          | CG              | 2               | 1               | -                  | -                  | -                  | -          | -          | -          | 24     | 2      |
| Totale Hannover 96        | Totale Hannover 96        | Totale Hannover 96        | 87         | 10         |                 | 6               | 2               |                    | -                  | -                  |            | -          | -          | 93     | 12     |
| 2018-2019                 | Fortuna Düsseldorf        | BL                        | 21         | 3          | CG              | 1               | 0               | -                  | -                  | -                  | -          | -          | -          | 22     | 3      |
| 2019-2020                 | Fortuna Düsseldorf        | BL                        | 20         | 6          | CG              | 1               | 0               | -                  | -                  | -                  | -          | -          | -          | 21     | 6      |
| 2020-2021                 | Fortuna Düsseldorf        | 2BL                       | 28         | 7          | CG              | 1               | 0               | -                  | -                  | -                  | -          | -          | -          | 29     | 7      |
| Totale Fortuna Dusseldorf | Totale Fortuna Dusseldorf | Totale Fortuna Dusseldorf | 69         | 16         |                 | 3               | 0               |                    | -                  | -                  |            | -          | -          | 72     | 16     |
| 2021-2022                 | Beşiktaş                  | SL                        | 25         | 2          | CT              | 2               | 0               | UCL                | 5                  | 0                  | ST         | 1          | 0          | 33     | 2      |
| Totale carriera           | Totale carriera           | Totale carriera           | 186        | 28         |                 | 11              | 2               |                    | 5                  | 0                  |            | 1          | 0          | 203    | 30     |

### Cronologia presenze e reti in nazionale
| Cronologia completa delle presenze e delle reti in nazionale ― Turchia | Cronologia completa delle presenze e delle reti in nazionale ― Turchia | Cronologia completa delle presenze e delle reti in nazionale ― Turchia | Cronologia completa delle presenze e delle reti in nazionale ― Turchia | Cronologia completa delle presenze e delle reti in nazionale ― Turchia | Cronologia completa delle presenze e delle reti in nazionale ― Turchia | Cronologia completa delle presenze e delle reti in nazionale ― Turchia | Cronologia completa delle presenze e delle reti in nazionale ― Turchia |
| Data                                                                   | Città                                                                  | In casa                                                                | Risultato                                                              | Ospiti                                                                 | Competizione                                                           | Reti                                                                   | Note                                                                   |
| ---------------------------------------------------------------------- | ---------------------------------------------------------------------- | ---------------------------------------------------------------------- | ---------------------------------------------------------------------- | ---------------------------------------------------------------------- | ---------------------------------------------------------------------- | ---------------------------------------------------------------------- | ---------------------------------------------------------------------- |
| 9-11-2017                                                              | Cluj-Napoca                                                            | Romania                                                                | 2 – 0                                                                  | Turchia                                                                | Amichevole                                                             | -                                                                      | 64’                                                                    |
| 13-11-2017                                                             | Antalya                                                                | Turchia                                                                | 2 – 3                                                                  | Albania                                                                | Amichevole                                                             | -                                                                      | 60’                                                                    |
| 5-6-2018                                                               | Mosca                                                                  | Russia                                                                 | 1 – 1                                                                  | Turchia                                                                | Amichevole                                                             | -                                                                      | 82’                                                                    |
| 30-5-2019                                                              | Antalya                                                                | Turchia                                                                | 2 – 1                                                                  | Grecia                                                                 | Amichevole                                                             | 1                                                                      | 46’                                                                    |
| 2-6-2019                                                               | Antalya                                                                | Turchia                                                                | 2 – 0                                                                  | Uzbekistan                                                             | Amichevole                                                             | -                                                                      | 46’                                                                    |
| 8-6-2019                                                               | Konya                                                                  | Turchia                                                                | 2 – 0                                                                  | Francia                                                                | Qual. Euro 2020                                                        | -                                                                      |                                                                        |
| 11-6-2019                                                              | Reykjavík                                                              | Islanda                                                                | 2 – 1                                                                  | Turchia                                                                | Qual. Euro 2020                                                        | -                                                                      | 46’                                                                    |
| 7-9-2019                                                               | Istanbul                                                               | Turchia                                                                | 1 – 0                                                                  | Andorra                                                                | Qual. Euro 2020                                                        | -                                                                      | 46’                                                                    |
| 10-9-2019                                                              | Chișinău                                                               | Moldavia                                                               | 0 – 4                                                                  | Turchia                                                                | Qual. Euro 2020                                                        | -                                                                      | 70’                                                                    |
| 14-10-2019                                                             | Saint-Denis                                                            | Francia                                                                | 1 – 1                                                                  | Turchia                                                                | Qual. Euro 2020                                                        | -                                                                      | 87’                                                                    |
| 3-9-2020                                                               | Sivas                                                                  | Turchia                                                                | 0 – 1                                                                  | Ungheria                                                               | UEFA Nations League 2020-2021 - 1º turno                               | -                                                                      | 76’                                                                    |
| 6-9-2020                                                               | Belgrado                                                               | Serbia                                                                 | 0 – 0                                                                  | Turchia                                                                | UEFA Nations League 2020-2021 - 1º turno                               | -                                                                      |                                                                        |
| 7-10-2020                                                              | Colonia                                                                | Germania                                                               | 3 – 3                                                                  | Turchia                                                                | Amichevole                                                             | 1                                                                      | 64’                                                                    |
| 11-10-2020                                                             | Mosca                                                                  | Russia                                                                 | 1 – 1                                                                  | Turchia                                                                | UEFA Nations League 2020-2021 - 1º turno                               | 1                                                                      | 90+2’                                                                  |
| 14-10-2020                                                             | Istanbul                                                               | Turchia                                                                | 2 – 2                                                                  | Serbia                                                                 | UEFA Nations League 2020-2021 - 1º turno                               | -                                                                      |                                                                        |
| 15-11-2020                                                             | Istanbul                                                               | Turchia                                                                | 3 – 2                                                                  | Russia                                                                 | UEFA Nations League 2020-2021 - 1º turno                               | 1                                                                      |                                                                        |
| 18-11-2020                                                             | Budapest                                                               | Ungheria                                                               | 2 – 0                                                                  | Turchia                                                                | UEFA Nations League 2020-2021 - 1º turno                               | -                                                                      |                                                                        |
| 24-3-2021                                                              | Istanbul                                                               | Turchia                                                                | 4 – 2                                                                  | Paesi Bassi                                                            | Qual. Mondiali 2022                                                    | -                                                                      | 19’                                                                    |
| 27-3-2021                                                              | Malaga                                                                 | Norvegia                                                               | 0 – 3                                                                  | Turchia                                                                | Qual. Mondiali 2022                                                    | -                                                                      | 72’                                                                    |
| 30-3-2021                                                              | Istanbul                                                               | Turchia                                                                | 3 – 3                                                                  | Lettonia                                                               | Qual. Mondiali 2022                                                    | 1                                                                      | 73’                                                                    |
| 31-5-2021                                                              | Adalia                                                                 | Turchia                                                                | 0 – 0                                                                  | Guinea                                                                 | Amichevole                                                             | -                                                                      | 46’                                                                    |
| 3-6-2021                                                               | Paderborn                                                              | Turchia                                                                | 2 – 0                                                                  | Moldavia                                                               | Amichevole                                                             | -                                                                      |                                                                        |
| 11-6-2021                                                              | Roma                                                                   | Turchia                                                                | 0 – 3                                                                  | Italia                                                                 | Euro 2020 - 1º turno                                                   | -                                                                      | 76’                                                                    |
| 16-6-2021                                                              | Baku                                                                   | Turchia                                                                | 0 – 2                                                                  | Galles                                                                 | Euro 2020 - 1º turno                                                   | -                                                                      | 75’                                                                    |
| 20-6-2021                                                              | Baku                                                                   | Svizzera                                                               | 3 – 1                                                                  | Turchia                                                                | Euro 2020 - 1º turno                                                   | -                                                                      | 80’                                                                    |
| 1-9-2021                                                               | Istanbul                                                               | Turchia                                                                | 2 – 2                                                                  | Montenegro                                                             | Qual. Mondiali 2022                                                    | -                                                                      | 75’                                                                    |
| 4-9-2021                                                               | Gibilterra                                                             | Gibilterra                                                             | 0 – 3                                                                  | Turchia                                                                | Qual. Mondiali 2022                                                    | 1                                                                      | 46’                                                                    |
| 7-9-2021                                                               | Amsterdam                                                              | Paesi Bassi                                                            | 6 – 1                                                                  | Turchia                                                                | Qual. Mondiali 2022                                                    | -                                                                      | 46’                                                                    |
| 8-10-2021                                                              | Istanbul                                                               | Turchia                                                                | 1 – 1                                                                  | Norvegia                                                               | Qual. Mondiali 2022                                                    | -                                                                      | 84’                                                                    |
| 13-11-2021                                                             | Istanbul                                                               | Turchia                                                                | 6 – 0                                                                  | Gibilterra                                                             | Qual. Mondiali 2022                                                    | -                                                                      | 69’                                                                    |
| 16-11-2021                                                             | Podgorica                                                              | Montenegro                                                             | 1 – 2                                                                  | Turchia                                                                | Qual. Mondiali 2022                                                    | -                                                                      | 69’                                                                    |
| Totale                                                                 |                                                                        | Presenze                                                               | 31                                                                     |                                                                        | Reti                                                                   | 6                                                                      |                                                                        |

## Palmarès
- Supercoppa di Turchia: 1

Beşiktaş: 2021